# Singoli al numero uno nella Billboard Hot 100 nel 2000

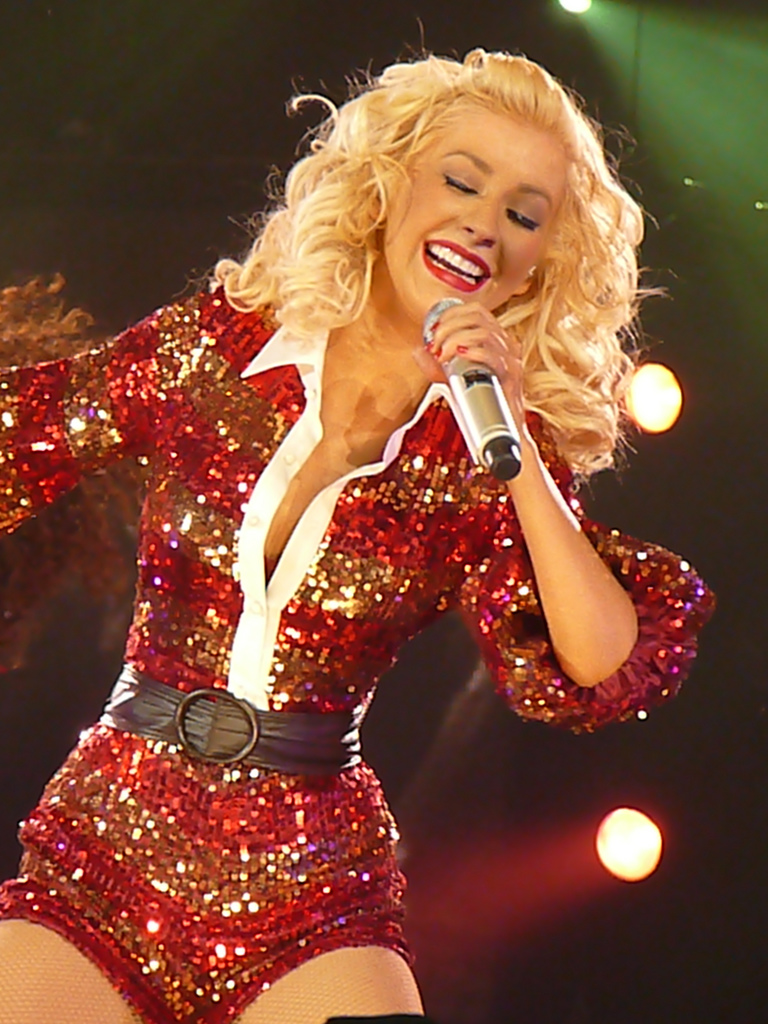
Christina Aguilera piazzò due suoi diversi singoli al primo posto nel 2000.

Di seguito è proposta la lista dei singoli al numero uno nella Billboard Hot 100 nel 2000.
La Billboard Hot 100 è la classifica dei singoli più venduti negli Stati Uniti d'America redatta dal magazine Billboard e stilata sulla base dei dati di vendita calcolati sulle vendite fisiche settimanali dei singoli brani e sui passaggi radiofonici. 
Durante il 2000 sono stati 18 i brani che hanno raggiunto la vetta della Billboard Hot 100, dei quali Smooth, dei Santana in collaborazione con Rob Thomas, aveva iniziato il suo dominio nell'ottobre del 1999.
Durante l'anno sono stati 10 gli artisti che hanno ottenuto la loro prima numero uno della carriera in questa classifica, ovvero Joe, i 98 Degrees, i Lonestar, The Product G&B, Aaliyah, i Vertical Horizon, i Matchbox Twenty, gli NSYNC, Sisqó, e i Creed. Le Destiny's Child e Christina Aguilera sono state le uniche artiste che hanno ottenuto più di una numero uno nell'anno solare, con due brani finiti in prima posizione ciascuno.
Grazie a Thank God I Found You, che è rimasto in prima posizione per una settimana, non solo Mariah Carey ha ottenuto la sua 15ª numero uno della carriera ma anche stabilito il record per il maggior numero di anni consecutivi in classifica con un singolo alla prima posizione, con 11 anni iniziati con Vision of Love nel 1990.

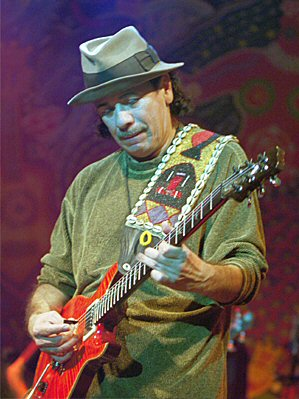
Maria Maria, dei Santana, è stata la canzone con la più lunga permanenza alla prima posizione del 2000, con 10 settimane consecutive.

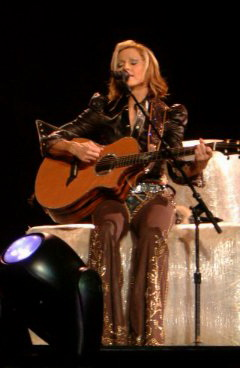
Madonna, grazie a Music, ha ottenuto la 12ª numero uno della carriera.

Maria Maria, dei Santana in collaborazione con i The Product G&B, è rimasta in vetta alla classifica per 10 settimane consecutive, diventando il brano con la più lunga permanenza del 2000. Independent Women, delle Destiny's Child, è stato invece il secondo brano con la maggior permanenza in prima posizione dell'anno, con 7 settimane consecutive (alle quali si aggiungeranno poi le successive prime 4 settimane del 2001, per un totale di 11 settimane consecutive).

## Hot 100

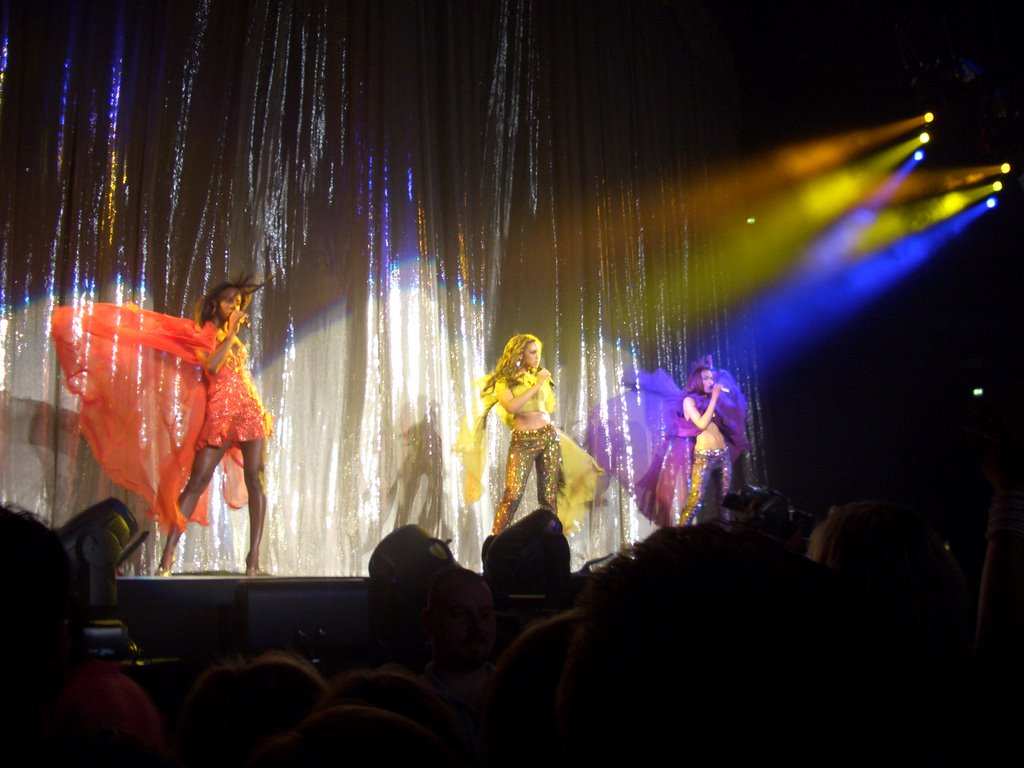
Le Destiny's Child hanno ottenuto la loro seconda e terza numero uno grazie a Say My Name e Independent Women Part I. Quest'ultima è rimasta in vetta alla Billboard Hot 100 per 11 settimane consecutive (7 nel 2000 e 4 nel 2001).

| † | La canzone con le migliori prestazioni del 2000 è stata Breathe di Faith Hill, che ha raggiunto la numero 2 nella settimana del 22 aprile 2000 |

| Data         | Brano                            | Artista                                 | Totale settimane al numero 1 | Fonte  |
| ------------ | -------------------------------- | --------------------------------------- | ---------------------------- | ------ |
| 1º gennaio   | Smooth                           | Santana feat. Rob Thomas                | 12                           | [ 4 ]  |
| 8 gennaio    | Smooth                           | Santana feat. Rob Thomas                | 12                           | [ 5 ]  |
| 15 gennaio   | What a Girl Wants                | Christina Aguilera                      | 2                            | [ 6 ]  |
| 22 gennaio   | What a Girl Wants                | Christina Aguilera                      | 2                            | [ 7 ]  |
| 29 gennaio   | I Knew I Loved You               | Savage Garden                           | 4                            | [ 8 ]  |
| 5 febbraio   | I Knew I Loved You               | Savage Garden                           | 4                            | [ 9 ]  |
| 12 febbraio  | I Knew I Loved You               | Savage Garden                           | 4                            | [ 10 ] |
| 19 febbraio  | Thank God I Found You            | Mariah Carey featuring Joe e 98 Degrees | 1                            | [ 11 ] |
| 26 febbraio  | I Knew I Loved You               | Savage Garden                           | 4                            | [ 12 ] |
| 4 marzo      | Amazed                           | Lonestar                                | 2                            | [ 13 ] |
| 11 marzo     | Amazed                           | Lonestar                                | 2                            | [ 14 ] |
| 18 marzo     | Say My Name                      | Destiny's Child                         | 3                            | [ 15 ] |
| 25 marzo     | Say My Name                      | Destiny's Child                         | 3                            | [ 16 ] |
| 1º aprile    | Say My Name                      | Destiny's Child                         | 3                            | [ 17 ] |
| 8 aprile     | Maria Maria                      | Santana feat. The Product G&B           | 10                           | [ 18 ] |
| 15 aprile    | Maria Maria                      | Santana feat. The Product G&B           | 10                           | [ 19 ] |
| 22 aprile    | Maria Maria                      | Santana feat. The Product G&B           | 10                           | [ 20 ] |
| 29 aprile    | Maria Maria                      | Santana feat. The Product G&B           | 10                           | [ 21 ] |
| 6 maggio     | Maria Maria                      | Santana feat. The Product G&B           | 10                           | [ 22 ] |
| 13 maggio    | Maria Maria                      | Santana feat. The Product G&B           | 10                           | [ 23 ] |
| 20 maggio    | Maria Maria                      | Santana feat. The Product G&B           | 10                           | [ 24 ] |
| 27 maggio    | Maria Maria                      | Santana feat. The Product G&B           | 10                           | [ 25 ] |
| 3 giugno     | Maria Maria                      | Santana feat. The Product G&B           | 10                           | [ 26 ] |
| 10 giugno    | Maria Maria                      | Santana feat. The Product G&B           | 10                           | [ 27 ] |
| 17 giugno    | Try Again                        | Aaliyah                                 | 1                            | [ 28 ] |
| 24 giugno    | Be with You                      | Enrique Iglesias                        | 3                            | [ 29 ] |
| 1º luglio    | Be with You                      | Enrique Iglesias                        | 3                            | [ 30 ] |
| 8 luglio     | Be with You                      | Enrique Iglesias                        | 3                            | [ 31 ] |
| 15 luglio    | Everything You Want              | Vertical Horizon                        | 1                            | [ 32 ] |
| 22 luglio    | Bent                             | Matchbox Twenty                         | 1                            | [ 33 ] |
| 29 luglio    | It's Gonna Be Me                 | NSYNC                                   | 2                            | [ 34 ] |
| 5 agosto     | It's Gonna Be Me                 | NSYNC                                   | 2                            | [ 35 ] |
| 12 agosto    | Incomplete                       | Sisqó                                   | 2                            | [ 36 ] |
| 19 agosto    | Incomplete                       | Sisqó                                   | 2                            | [ 37 ] |
| 26 agosto    | Doesn't Really Matter            | Janet Jackson                           | 3                            | [ 38 ] |
| 2 settembre  | Doesn't Really Matter            | Janet Jackson                           | 3                            | [ 39 ] |
| 9 settembre  | Doesn't Really Matter            | Janet Jackson                           | 3                            | [ 40 ] |
| 16 settembre | Music                            | Madonna                                 | 4                            | [ 41 ] |
| 23 settembre | Music                            | Madonna                                 | 4                            | [ 42 ] |
| 30 settembre | Music                            | Madonna                                 | 4                            | [ 43 ] |
| 7 ottobre    | Music                            | Madonna                                 | 4                            | [ 44 ] |
| 14 ottobre   | Come on Over (All I Want Is You) | Christina Aguilera                      | 4                            | [ 45 ] |
| 21 ottobre   | Come on Over (All I Want Is You) | Christina Aguilera                      | 4                            | [ 46 ] |
| 28 ottobre   | Come on Over (All I Want Is You) | Christina Aguilera                      | 4                            | [ 47 ] |
| 4 novembre   | Come on Over (All I Want Is You) | Christina Aguilera                      | 4                            | [ 48 ] |
| 11 novembre  | With Arms Wide Open              | Creed                                   | 1                            | [ 49 ] |
| 18 novembre  | Independent Women Part I         | Destiny's Child                         | 11                           | [ 50 ] |
| 25 novembre  | Independent Women Part I         | Destiny's Child                         | 11                           | [ 51 ] |
| 2 dicembre   | Independent Women Part I         | Destiny's Child                         | 11                           | [ 52 ] |
| 9 dicembre   | Independent Women Part I         | Destiny's Child                         | 11                           | [ 53 ] |
| 16 dicembre  | Independent Women Part I         | Destiny's Child                         | 11                           | [ 54 ] |
| 23 dicembre  | Independent Women Part I         | Destiny's Child                         | 11                           | [ 55 ] |
| 30 dicembre  | Independent Women Part I         | Destiny's Child                         | 11                           | [ 56 ] |

Note:
1. ↑  Ha raggiunto il numero uno anche nel 1999
2. ↑  Ha raggiunto il numero uno anche nel 2001